# Nostra Signora del Pilar
Nostra Signora del Pilar, även benämnt Cappella Nostra Signora del Pilar dei Marianisti, är ett kapell i Rom, helgad åt Jungfru Maria och särskilt åt hennes roll som Vår Fru av Pelaren. Kapellet är beläget i Marianisternas generalkuria vid Via Latina i quartiere Appio-Latino och tillhör församlingen Santa Caterina da Siena.

## Beskrivning
Kapellet uppfördes år 1948 i rationalistisk stil. Det saknar dock egen fasad.

## Kommunikationer
- Tunnelbanestation Ponte Lungo – Roms tunnelbana, linje
- Busshållplats Talamone – Roms bussnät, linje 218